# Lincoln Near-Earth Asteroid Research

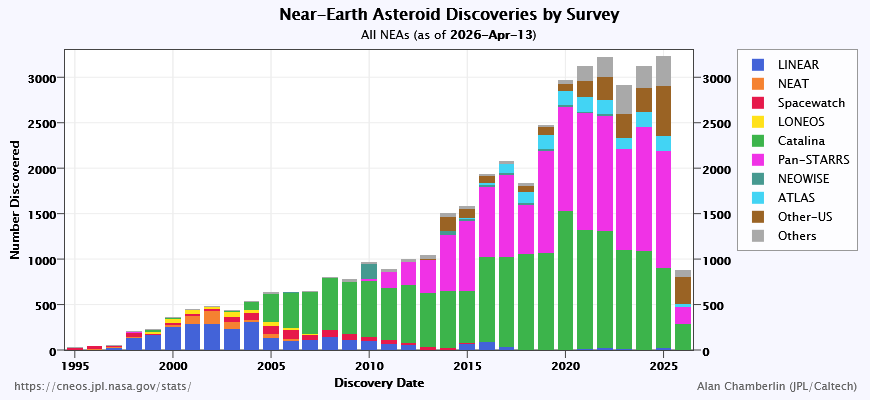
A diagram a különböző földközeli kisbolygók felfedezésére létrejött projektek eredményeiről ad tájékoztatást, féléves bontásban

A Lincoln Near-Earth Asteroid Research (LINEAR)  egy kooperatív projekt, az Amerikai Egyesült Államok Légiereje, a NASA és az MIT Lincoln Laboratóriuma között. A projekt célja a földközeli objektumok szisztematikus megtalálása és követése. 1998-tól a LINEAR volt felelős a kisbolygó felfedezések többségéért, mindaddig, amíg létre nem hozták a Catalina Sky Survey projektet, ami 2005-től már több kisbolygót detektál egy évben, mint a LINEAR. 2007. december 31-ig 226 193 új objektum felfedezése tudható be a LINEAR-nak, amiből legalább 2019 földközeli kisbolygó, és 236 pedig üstökös. Az összes felfedezés robot teleszkópok által történt.
A kezdeti tesztek 1972-ig nyúlnak vissza. Az 1980-as évek elején építették az első prototípust a Lincoln Laboratóriumban, Új-Mexikóban. A LINEAR projekt egy 1 méter átmérőjű GEODSS teleszkópot kezdett el használni 1996-ban. A GEODSS eszközöket a LINEAR programban az új-mexikói Socorróban, a Lincoln Laboratórium kísérleti területén használták, az adatokat pedig a Hanscom Légibázisra továbbították, Lexingtonba.
1997 márciusa és júliusa között egy 1024 × 1024 pixeles CCD-t használtak, s bár ez a teleszkóp látómezejének csak egy ötödét tette ki, így is négy új földközeli kisbolygót sikerült felfedezniük. 1997 októberében kapott helyet a nagyobb felbontású CCD, ez már 1960 × 2560 pixeles volt. Ez már két négyzetfokos látómezőt fedett le, aminek köszönhetően kilenc újabb földközeli kisbolygót sikerült katalogizálni. Öt újabb kisbolygót sikerült lencsevégre kapni 1997 novembere és 1998 januárja között. Az utóbbiak felfedezéséhez a nagyobb és a kisebb CCD-t is használták.
1999 október elején egy újabb egy méteres teleszkóppal bővült a megfigyelőrendszer. 2002-ben egy harmadik, félméteres teleszkóp volt hivatott folytatni a régebbi kettő kutatásait. Jelenleg a LINEAR teleszkópok egy éjszaka alatt ötször pásztázzák át a teljes égboltot, különös figyelmet szentelve az ekliptikának, hiszen itt a legnagyobb az esélye újabb objektum felfedezésének. A mai modern CCD-k érzékenysége teszi lehetővé, hogy egy éjszaka alatt hatalmas területek átfésülésére van lehetőség. Manapság is a LINEAR felelős a legtöbb földközeli objektum felfedezéséért.
Mindamellett, hogy a LINEAR több tízezer kisbolygót fedezett fel, néhány üstökös felfedezése, újrafelfedezése is hozzá köthető. Többek között: 11P/Tempel-Swift-LINEAR, 146P/Shoemaker-LINEAR, 148P/Anderson-LINEAR, 156P/Russell-LINEAR, 158P/Kowal-LINEAR, 160P/LINEAR (LINEAR 43), 165P/LINEAR (LINEAR 10), és 176P/LINEAR (LINEAR 52, 118401 LINEAR: egy az öt olyan objektum közül, ami aszteroidaként és üstökösként is be van sorolva.

## Külső hivatkozások
- A Wikimédia Commons tartalmaz Lincoln Near-Earth Asteroid Research témájú kategóriát.
- NEO felfedezési statisztika Archiválva 2017. április 3-i dátummal a Wayback Machine-ben JPL-ből.